# Drepanocladus fluitans
Drepanocladus fluitans là một loài Rêu trong họ Amblystegiaceae. Loài này được (Hedw.) Warnst. mô tả khoa học đầu tiên năm 1903.